# Bactericera cockerelli
Bactericera cockerelli (potatisbladloppa) är en insektsart som först beskrevs av Sulc 1909.  Bactericera cockerelli ingår i släktet Bactericera och familjen spetsbladloppor. Inga underarter finns listade i Catalogue of Life. Denna art är en karantänsskadegörare som har potential att orsaka omfattande skadegörelse och alla misstänkta fynd av den ska därför rapporteras till Jordbruksverket.